# Azn Pride: This Iz the Japanese Kabuki Rock
Az Azn Pride: This Iz the Japanese Kabuki Rock Miyavi japán rockzenész válogatásalbuma, mely 2008. június 27-én jelent meg Tajvanon és Dél-Koreában, majd Japánban augusztus 27-én. Az Oricon slágerlistáján a 44. helyet érte el, a Billboard Japan listáján pedig 54. volt.

## Számlista
Az összes dalszöveg szerzője Miyavi, kivéve 3, 4, 10, 11 (Miyavi és Tyko), az összes szám szerzője Miyavi.
|     | Cím | Hossz |
| --- | --- | ----- |
| 1.  | Rock no gjakusú: superstar no dzsóken (ロックの逆襲–スーパースターの条件)                               |       |
| 2.  | Kabuki dansi: Kavki Boyz (歌舞伎男子)                                                                   |       |
| 3.  | 2 Be Wiz U                                                                                              |       |
| 4.  | Boom-Hah-Boom-Hah-Hah                                                                                   |       |
| 5.  | As U R: Kimi va kimi no mama de (As U R -君は君のままで-)                                               |       |
| 6.  | Wake Up Honey                                                                                           |       |
| 7.  | Kimi ni Negai wo (君に願いを)                                                                           |       |
| 8.  | Itosii hito (Beta de szuman) (愛しい人（ベタですまん))                                                  |       |
| 9.  | Hi no hikari szae todokanai kono baso de (陽の光さえ届かないこの場所で ft. Sugizo)                      |       |
| 10. | Szakihokoru hana no jó ni: Neo visualizm (咲き誇る華の様に-Neo Visualizm-)                              |       |
| 11. | Szubarasikikana, kono szekai: What A Wonderful World (素晴らしきかな、この世界-WHAT A WONDERFUL WORLD-) |       |
| 12. | Curezure naru hibi naredo (徒然なる日々なれど)                                                          |       |
| 13. | Thanx Givin' Day                                                                                        |       |